# Villingendorf
Villingendorf település Németországban, azon belül Baden-Württembergben. Lakosainak száma 3403 fő (2023. december 31.). Villingendorf Zimmern ob Rottweil, Rottweil, Dunningen, Epfendorf, Dietingen és Bösingen községekkel határos.

## Népesség
A település népessége az elmúlt években az alábbi módon változott:
| Lakosok száma | 2189 | 3265 | 3347 | 3403 | 3412 | 3403 |
|               | 1975 | 2017 | 2019 | 2021 | 2022 | 2023 |